# Оленев, Максим Борисович
Оле́нев Макси́м Бори́сович (род. 24 декабря 1968, Москва, РСФСР, СССР) — российский историк армии, генеалог, краевед, исследователь.

## Биография
Родился в семье Бориса Владимировича Оленева (1941—2001), работавшего ведущим инженером Научно-исследовательского института двигателей, а затем инженер-конструктором I категории Конструкторского бюро Транспортно-химического машиностроения. Его мать, Вера Сергеевна Оленева (урожденная Касьянова) (род. 1942) занимала должность инженера-конструктора II категории на ФГУП НПО «Базальт».
Окончил среднюю школу № 434 Первомайского района г. Москвы в 1986 году. В 1986—1987 годах обучался на 1-м курсе факультета «Энергомашиностроение» МВТУ им. Н. Э. Баумана. В 1987—1989 гг. служил в Вооружённых Силах в 18-й гвардейской военно-транспортной авиационной дивизии (г. Паневежис), где закончил заочную школу военкоров при газете Прибалтийского военного округа «За Родину» (г. Рига). Публиковался в газете «За Родину» и журнале «Агитатор армии и флота».
В 1994 г. окончил исторический факультет Московского педагогического государственного университета (МПГУ) им. В. И. Ленина по специальности «учитель истории» (дипломная работа — «Землевладение князей Голицыных в XVII веке»).

## Членство в организациях
Член Историко-родословного общества (ИРО) в Москве (с 1990 года), Ассоциации генеалогов-любителей (АГЛ) в Перми (1992—1998 годы). Тематика трудов — история России, генеалогия непривилегированных сословий, ономастика.

## Труды по истории, краеведению и генеалогии
Интерес к истории, в частности, к генеалогии, проявился у М. Б. Оленева в начале 1980-х гг. Как абсолютное большинство впервые осваивавших генеалогию, он начинал с изучения родословных владетельных домов России и Европы. Потом исследовал историю семей и родов непривилегированных сословий, в том числе занялся генеалогией собственной семьи. Историко-родословного общества (ИРО) в Москве, Ассоциации генеалогов-любителей (АГЛ) в Перми.
По отцу предки М. Б. Оленева — уроженцы сел Мурмино и Алеканово Рязанского у. Рязанской губ. (ныне — Рязанский район Рязанской обл.). В семье всегда много читали. Дома была (и есть) огромная библиотека — уникальные книги по искусству, исторические книги, с которых у юного Максима и начался интерес к исторической науке.
Дед по матери, Сергей Алексеевич Касьянов, тщательно фиксировал в своих записных книжках сведения обо всех своих родственниках — годы жизни и места захоронения. Выезжая в деревню вместе с Максимом, часто останавливался у могил предков, где много рассказывал о своих родителях. Бабушка по матери, Евстигнеева Елизавета Ивановна, уроженка деревни Ратчино Коломенского у. Московской губ. (из бывших крепостных крестьян графов Остерманов-Толстых), обладала феноменальной памятью — в возрасте свыше 85 лет без запинки перечисляла все фамилии родной деревни и деревни, откуда был родом дед. Знала всех своих родственников — свыше 40 человек, со всеми общалась. Максим с юных лет стал семейным «хранителем тайн» — собирал старинные фотографии, легенды, предания. Работая в архивах, по отцовской линии восстановил родословную до 1636 г. Составил историю фамилий Оленевых, Касьяновых, Евстигнеевых.
Основные материалы генеалогических исследований М. Б. Оленева размещены на различных сайтах (ок. 100 работ): «Каков ты, орловский мужик?»; «Почему дети Фёдора стали Фёдоровыми»; «Крестьянские фамилии Республики Марий Эл»; «Кто искоренил славянскую старину? (Или когда и почему пропали нехристианские имена/прозвища?)»; «История фамилий непривилегированных сословий в России XVIII—XIX вв.»; «Однофамильцы ли? (или знаем ли мы о том, кто наш родственник)»; «Мы — зверьё (фауна в наших фамилиях)»; «К вопросу о возникновении поселений в Поочье (или о принципах не совсем научного похода)»; «Генеалогия советской партэлиты» (чч. 1 — 3). Целая серия работ посвящена теме географии фамилий. В ряде работ исследует проблемы источниковедения.
Много работ М. Б. Оленева посвящено истории и генеалогии Рязанского края: «Выпускники Рязанской Духовной Семинарии (1865—1917 гг.)»; «Выпускники духовных училищ Рязанской губернии (1865—1917 гг.)»; «Священнослужители и причт Рязанской епархии (1865—1917 гг.)»; «Преподаватели Рязанской Духовной Семинарии и духовных училищ Рязанской губернии нач. XX в.»; «Населённые пункты, поменявшие принадлежность приходов (1865—1917 гг.)»; «Фамилии Рязанской области (на основе „Книг памяти погибших в годы Великой Отечественной войны 1941—1945 гг.“)»; «Фамилии Рязанской губернии (на основе метрических книг конца XIX — начала XX вв.)».

## Генеалогия элиты
Причинам появления на свет в кон. XVII—XVIII веках множества дворянских родословий посвящена серия «Заказчики и исполнители» В 1682 году было уничтожено местничество — система, на которой держалась и произрастала вся русская знать более 100 лет. Были торжественно сожжёны старые разрядные книги. Служилое дворянство обязали подавать документы о своём происхождении во вновь созданную комиссию. Итогом работы Палаты родословных дел должна была стать новая российская родословная книга. Вопросов, касающихся деятельности Палаты столь много, что они заставляют пристально обратиться к этой непростой теме. Если точнее, то весь период работы комиссии кн. В. Д. Долгорукого — сплошное «белое пятно». Кому и зачем понадобилось составлять новые родословные книги? Какие события и явления способствовали предшествовали этому явлению? Почему в российских архивах сохранились лишь многочисленные копии и списки с дворянских родословий, а количество подлинных документов измеряется единицами? Ответы на эти вопросы — в статьях «Кукловоды (или кому понадобилось уничтожать местничество и создавать новые родословные книги)» и «Бомба замедленного действия».
Семейным и родственным связях советских вождей посвящены публикации «Генеалогия советской партэлиты» (чч. 1-3).
Ряд статей посвящён методам и приёмам, применяемым в генеалогическом исследовании крестьянских семей.

## Награды
- Грамота Отдела культуры и туризма муниципального образования — Ряжский муниципальный район Рязанской области «За высокий вклад в изучение истории Ряжского района» (2014)
- Благодарственное письмо Губернатора Рязанской области «За многолетнюю добросовестную и плодотворную деятельность в сфере рязанского краеведения» (2015)
- Медаль II степени Василия Ивановича Гаретовского «За большую и плодотворную работу по нравственному воспитанию граждан, активное участие в пропаганде духовных традиций Ряжского края» (Общество исследователей истории Ряжского края имени В. И. Гаретовского) (2015)
- Благодарственное письмо Зарайского благочиния Московской епархии Русской Православной Церкви (2015)
- Благодарственное письмо Районной общественной организации «Зарайское историческое общество» (2015)
- Медаль Региональной общественной организации (РГО) Союза писателей баталистов-маринистов «За труды в военной литературе» (2015)
- Благодарственное письмо Главы муниципального образования — Шиловский муниципальный район Рязанской области «За большой личный вклад в поддержку, развитие и сохранение исторической памяти Шиловского муниципального района» (2015)
- Грамота Рязанского исторического общества (РИО) «За большой личный вклад в развитие исторического знания в Шиловском крае, поддержку патриотического проекта „Шиловский край — земля отцов“, сохранение памяти великого князя Олега Ивановича Рязанского, и в связи 650-летием сражения у р. Ярославки под Шишевским лесом на Борисоглебских землях Воинского уезда» (2015)
- Благословение Епископа Касимовского и Сасовского (Рязанской митрополии РПЦ) «За усердные просветительские труды и вклад в дело патриотического воспитания народа на пользу Церкви и Отечества» (2015)
- Медаль Рязанского регионального общественного фонда содействия патриотическому воспитанию граждан (РРОФСПВГ «Служу Отечеству») «За заслуги в патриотическом воспитании молодежи» (2016)

## Основные труды
- Герцоги Лейхтенбергские (отрывок из книги «Иностранные принцы в России») // Древо. Газета Ассоциации генеалогов-любителей (АГЛ). Пермь, 1992 г. № 1-2.
- Каков ты, орловский мужик? // Электронный многопредметный научный журнал «Исследовано в России» (Investigated in Russia). 2002 г. 171/021118, стр. 1910—1918
- Почему дети Федора стали Федоровыми? // Электронный многопредметный научный журнал «Исследовано в России» (Investigated in Russia). 2002 г. 171/021118, стр. 1896—1909
- Все люди — братья // Семейная газетка. № 10-12, сентябрь, СПб, 2002 г.
- Генеалогия советской элиты : 20-30-е гг. // Российский кто есть кто. — 2004. — N 2. — С. 4-18.
- Верхи наши тяжкие : (из серии «Генеалогия советской партэлиты» 2004—2005 гг.) // Российский кто есть кто. — 2006. — N 1. — С. 42-49.
- Второй эшелон элиты : дети, жены, зятья и племянники // Российский кто есть кто. — 2006. — N 2. — С. 62-66.
- Из истории азербайджанских кланов // Российский кто есть кто. — 2006. — N 3. — С. 34-36.
- Кланы Средней Азии // Российский кто есть кто. — 2006. — N 4. — С. 21-27. — С. . 21-27.
- Подробно о том, как отыскать своих предков. Генеалогические исследования. — Калуга: Издательство «Фридгельм», 2006. — 224 с.: илл. — ISBN 5-902387-21-3
- Фабрика святых или наша фамилия // Общероссийская независимая газета «Молодежь Московии», № 7 (65) 2008.
- Альманах «Генеалогия». № 2, 2008, Октябрь. Историко-генеалогическое товарищество «Родознатец» Архивная копия от 14 июня 2015 на Wayback Machine

Метрические книги 2-й половины XIX — начала XX вв. в Государственном архиве Рязанской области (ГАРО). Проблемы хранения и обработки данных
Генеалогические справочники как необходимый инструмент генеалогического поиска
- Альманах «Генеалогия». № 3, 2008, Декабрь. Историко-генеалогическое товарищество «Родознатец» Архивная копия от 14 июня 2015 на Wayback Machine

Ревизские сказки по уездам Рязанской губернии (фонд 129 ГАРО)
Метрические книги XVIII века в коллекции ГАРО (фонд 627)
Алфавитный список помещиков Рязанской губернии с принадлежавшими ими селениями по данным сборников статистических сведений 1882—1888 гг.(фонд 627)
- Альманах «Генеалогия». № 4, 2009, Март. Историко-генеалогическое товарищество «Родознатец» Архивная копия от 18 февраля 2015 на Wayback Machine

Церковные старосты приходов Рязанской епархии — 60-70-е годы XIX века (по данным «Рязанских епархиальных ведомостей» 1865—1879 годов). Алфавитный список по приходам
- Альманах «Генеалогия». № 6, 2009, Сентябрь. Историко-генеалогическое товарищество «Родознатец» Архивная копия от 14 июня 2015 на Wayback Machine

Генеалогия как наука — XVIII — начало XX века. Краткий экскурс в историю /
Метрические книги XVIII века в Государственном архиве Рязанской области (ГАРО). Особенности. На примере метрических книг села Муромино (2-я и 3-я четверти XVIII века)
- Материалы восьмых краеведческих чтений памяти В. И. Гаретовского (19-20 апреля 2012 г.). Рязань, 2013. — ISBN 978-5-86122-262-4

Духовенство «черное» Ряжского уезда Рязанской епархии (по материалам "Рязанских епархиальных ведомостей 1865—1897 гг.). сс. 176—183
Фамилии ряжского духовенства (по данным "Рязанских епархиальных ведомостей 1865—1897 гг.). сс. 184—197
Список присоединенных к православию иноверцев и раскольников по Ряжскому уезду Рязанской епархии (по данным "Рязанских епархиальных ведомостей 1865—1897 гг.). сс. 198—200
- Материалы и исследования по рязанскому краеведению. Том 34. Рязань, 2013. — ISBN 978-5-7943-0466-4

Словарь фамилий рязанского духовенства. Предисловие Б. В. Горбунова. сс. 168—236
Список присоединенных к православию иноверцев и раскольников по Рязанской епархии (по данным "Рязанских епархиальных ведомостей 1865—1897 гг.). сс. 241—269
«Черное духовенство» Рязанской епархии (по данным "Рязанских епархиальных ведомостей 1865—1897 гг.). сс. 269—313
- Материалы девятых краеведческих чтений памяти В. И. Гаретовского (10-11 июня 2013 г.). Рязань 2014. — ISBN 978-5-91255-144-4

Ряжские клады. с. 12
Ряжцы-моряки, погибшие во время Русско-японской войны 1904—1905 гг. с. 81
Волостные старшины и писари в Ряжском уезде Рязанской губернии конца XIX- начала XX вв. Алфавитный список по волостям (по материалам «Адрес-календарей» и «Справочных книжек»). сс. 93-102
Список призывных участков Ряжского уезда. сс. 103—106
Фабрики и заводы Ряжского уезда в xVIII-XIX вв.. сс. 258—259
Древности некоторых храмов Ряжского уезда. сс. 317—318
Приходы Ряжского уезда 2-й пол. XIX — начала XX вв.. сс. 357—362
Алфавитный перечень церквей Ряжского уезда по состоянию на 1884—1891 гг. сс. 363—369
- Сборник справочных материалов по истории Рязанского края. В 3-х книгах. Книга 1. Под редакцией профессора Б. В. Горбунова. Материалы и исследования по рязанскому краеведению. Том 39. Рязань, 2014. — ISBN 978-5-00-050019-4

Оглавление.
Раздел I. Крестьянское сословие Рязанской губернии.
1. Крестьяне в адрес—календарях, справочных и памятных книжках Рязанской губернии (1873—1914 гг.). Алфавитный справочник. сс. 6—110
2. Волостные старшины и писари Рязанской губернии (кон. XIX—нач. XX вв.). По материалам адрес—календарей и справочных книг. сс. 110—112
а) Алфавитный список по волостям. сс. 112—130
б) Алфавитный список по фамилиям. сс. 139—180
Раздел II. Из истории рязанских селений.
1. Древнейшие села и деревни Рязанского края (кон. XIII—1—я треть XVII вв.). сс. 180—206
2. История сел и деревень Рязанской области кон. XVI—1—я пол. XVIII вв. (Старорязанский и Окологородний станы). сс. 206—362
3. Сведения для истории сел и деревень Раненбургского уезда Рязанской губернии (ГАРО. ф. 129). сс. 362—415
4. Из истории села Алеканово. сс. 415—422.
Раздел III. Дворянство Рязанского края
1. Рязанские землевладельцы кон. XVI—1—я пол. XVIII вв. (по данным переписных книг Старорязанского и Окологороднего станов). сс. 422—580
2. Хронологический список актов, относящихся к истории сел, деревень и землевладельцев Рязанского края XIV—XVIII вв. сс. 580—601
Раздел IV. Духовенство Рязанской епархии.
1. Храмы и монастыри.
а) Древности некоторых храмов Рязанской епархиию сс. 601—607
б) Архитекторы рязанских церквей 1—й пол. XVIII в. сс. 607—608
в) Алфавитный перечень церквей Рязанской епархии сс. 608—621
г) Причт монастырей Рязанской епархии 1865—1894 гг. (по данным «Рязанских епархиальных ведомостей»). сс. 621—622
- Сборник справочных материалов по истории Рязанского края. В 3-х книгах. Книга 2. Под редакцией профессора Б. В. Горбунова. Материалы и исследования по рязанскому краеведению. Том 39. Рязань, 2014. — ISBN 978-5-00-050031-6 (Кн. 2)

Оглавление.
Раздел IV. Духовенство Рязанской епархии.
2. Рязанское духовенство.
а) Духовенство Рязанской епархии (по данным «Рязанских епархиальных ведомостей» 1865—1897 годы). сс. 6-410.
б) «Черное» духовенство Рязанской епархии (по данным «Рязанских епархиальных ведомостей» 1865—1897 годы). сс. 410—441.
в) Братия и послушники рязанских монастырей (по данным «Рязанских епархиальных ведомостей» 1865—1894 годы). сс. 441—444.
г) Архиереи Русской Православной Церкви XVIII- начала XX веков — уроженцы Рязанской губернии. сс. 444—454.
3. Духовные консистории.
а) Объявления духовных консисторий о поступлении прошений о расторжении браков (по материалам «Церковных ведомостей» за 1896—1908 годы). сс. 454—469.
б) Присоединенные к православию иноверцы и раскольники по Рязанской епархии (по данным «Рязанских епархиальных ведомостей» 1865—1897 годы). сс. 469—489.
в) Духовные книги в коллекции Государственного архива Рязанской области (ГАРО. ф. 627). сс. 489—508.
г) Законоучители и наставники сельских училищ Рязанской губернии (алфавитный список по училищам). сс. 508—612.
д) Чудотворные иконы Рязанской епархии (по данным «Рязанских епархиальных ведомостей»). сс. 612—619.
- Сборник справочных материалов по истории Рязанского края. В 3-х книгах. Книга 3 Часть 1. Под редакцией профессора Б. В. Горбунова. Материалы и исследования по рязанскому краеведению. Том 39. Рязань, 2014. — ISBN 978-5-00-050043-9 (Кн. 3. Ч. 1)

Раздел IV. Духовенство Рязанской епархии.
3. Духовные консистории (продолжение)
е) Приходы Рязанской епархии (алфавитный перечень населённых пунктов, отнесенных к различным приходам Рязанской епархии). с. 6.
4. Секты.
а) Материалы для истории хлыстовщины и скопчества в Рязанской губернии. с. 51.
б) Сведения по истории секты скопцов в Рязанской губернии (по материалам «Рязанских епархиальных ведомостей»). с. 55.
5. Краткие летописи приходов Рязанской епархии 1865—1902 гг.с. 56.
6. Церковные старосты в Рязанской губернии. с. 834.
- Сборник справочных материалов по истории Рязанского края. В 3-х книгах. Книга 3 Часть 2. Под редакцией профессора Б. В. Горбунова. Материалы и исследования по рязанскому краеведению. Том 39. Рязань, 2014. — ISBN 978-5-00-050049-1 (Кн. 3. Ч. 2)

Раздел III. Дворянство Рязанского края (продолжение)
1. Алфавитный список помещиков Рязанской губернии с принадлежавшими им селениями (по данным сборников статистических сведений 1882—1888 гг.) (кроме Михайловского уезда). с. 6.
2. Алфавитный список помещиков Раненбургского уезда Рязанской губернии с указанием принадлежавших им владений. По данным IV—X ревизских сказов (1782—1858 гг.). с. 43.
Раздел IV. Духовенство Рязанской епархии (продолжение)
1. Историко-статистическое описание церквей Рязанской епархии (по данным «Рязанских епархиальных ведомостей» 1865—1892 годы). с. 83
2. Алфавитный список приходских священников Рязанской епархии (по фамилиям, 1734—1890 годы). с. 136.
3. Историко-статистическое описание церквей Рязанской епархии (по данным «Рязанских епархиальных ведомостей» 1865—1892 годы). с. 178.
4. Приходы Егорьевского и Раненбургского уездов Рязанской епархии. с. 231.
Раздел V. Армия и Флот.
1. Алфавитный список нижних чинов полков, дислоцированных на территории Рязанской губернии, пожалованных Знаком Отличия Военного Ордена Святого Георгия за Русско-японскую войну 1904—1905 годов. с. 245.
2. Список нижних чинов Российского флота, уроженцев Рязанской губернии. погибших во время Русско-японской войны 1904—1905 годов. с. 372
3. Список призывных участков по волостям Рязанской губернии. с. 378.
Раздел VI. Рязанский ономастикон.
1. Словарь фамилий рязанского духовенства (по данным «Рязанских епархиальных ведомостей» 1865—1894 годы). с. 388.
2. Рязанский ономастикон. с. 448.
Раздел VII. Промышленность.
1. Фабрики и заводы Рязанской губернии. с. 485.
2. Алфавитный список владельцев фабрик и заводов Рязанской губернии (2-я пол. XIX века). с. 505.
Раздел VIII. Генеалогия.
1. Генеалогия.
а) Генеалогические источники. Метрические книги. Краткая история. Их появление и ведение в XVIII столетии. с. 513.
б) Генеалогические справочники как необходимый инструмент генеалогического поиска. с. 522.
в) Генеалогия как наука — XVIII- нач. XX века. Краткий экскурс в историю. с. 530.
г) Генеалогические исследования. Оленевы — крестьянская семья Рязанского уезда XVII—XXI веков. Однофамильцы. с. 549.
- Сборник справочных материалов по истории Рязанского края. В 3-х книгах. Книга 3 Часть 3. Под редакцией профессора Б. В. Горбунова. Материалы и исследования по рязанскому краеведению. Том 39. Рязань, 2015. — ISBN 978-5-00-050049-4 (Кн. 3. Ч. 3)

Раздел I. Крестьянское сословие Рязанской губернии (продолжение).
3. Крестьянское движение в Рязанской губернии в середине XIX столетия. Хронологический перечень. с. 6.
Раздел II. Из истории рязанских селений (продолжение).
5. Материалы для истории населённых пунктов Рязанского края.
Раздел IV. Духовенство Рязанской епархии (продолжение).
5. Сведения о церковных пожертвованиях и духовных завещаниях как генеалогический источник (по материалам «Рязанских епархиальных ведомостей» за 1865—1903 годы). с. 73.
Раздел V. Армия и Флот (продолжение).
4. Комплектование русской армии рекрутами из Рязанской губернии в кон. XVIII- нач. XIX вв.с. 95.
5. Рекрутские наборы 1831—1855 годов (по данным метрических книг села Мурмино Рязанского уезда). с. 101.
Раздел VI. Промышленность (продолжение).
3. Из истории рязанских заводов. Истьинско-Залипяжский чугуноплавильный и железоделательный завод. с. 122.
Раздел VIII. Генеалогия (продолжение).
1. Генеалогия.
д. Генеалогические исследования (очень подробно о том, как отыскать своих предков). с. 125.
2. Метрические книги.
а. Метрические книги XVIII в. в Государственном архиве Рязанской области (ГАРО). Особенности. На примере метрических книг села Мурмино (2-я и 3-я четверти XVIII в.). с.194
б. Метрические книги 2-й половины XIX — начала XX вв. в Государственном архиве Рязанской области (ГАРО). Проблемы хранения и обработки данных. с. 198.
в. Метрические книги XVIII века в коллекции ГАРО (фонд 627). с. 201.
3. Где находится Рубикон? с. 204.
4. Кукловоды (или кому понадобилось уничтожать местничество и создавать новые родословные книги). с. 219.
5. Мой предок — Робин Гуд! с. 251
Раздел IX. Справочник рязанских слов и выражений.
1. Рязанские слова и выражения (краткий справочник). с. 264.
Раздел X. Народное образование.
1. Сведения по народному образованию в Рязанской губернии (начало XVIII — 1-я половина XIX вв.). с. 270.
2. Учащиеся духовных училищ Рязанской епархии 1864/65- 1906/07 учебные годы. с. 276
3. Алфавитный список учителей двухклассных и одноклассных начальных народных сельских и городских училищ Министерства народного просвещения в Рязанской губернии начала XX века (по данным «Журнала Министерства Народного Просвещения»).с. 611
Раздел XI. Рязанские клады.
1. Рязанские клады. с. 616.
Раздел XII. Население Рязанской губернии.
1. Ревизские сказки по уездам Рязанской губернии (ф. 129 ГАРО). с. 634
2. Перечень сохранившихся листов Первой всероссийской переписи населения 1895 г. с. 641.
Раздел XIII. Фольклор и этнография.
1. Народные поверья и обычаи в некоторых селах Рязанской губернии (по данным «Рязанских епархиальных ведомостей»). с. 643.
- Материалы десятых краеведческих чтений памяти В. И. Гаретовского (26 — 28 февраля 2015 г.). Рязань 2015. — ISBN 978-5-912-55-176-5

Сведения о церковных пожертвованиях и духовных завещаниях как генеалогический источник (по материалам «Рязанских епархиальных ведомостей» за 1865—1903 годы. сс. 41-79
Ревизские сказки по Ряжскому уезду. сс. 131—135
- Материалы и исследования по рязанскому краеведению. Том 43. Рязань, 2015. — ISBN 978-5-00-050030-9

Рекрутские наборы 1831—1855 годов (по данным метрических книг села Мурмино Рязанского уезда). сс. 16-42
- Историко-статистические материалы по Рязанской губернии. М., Старая Басманная, 2016. — 1636 с. — ISBN 978-5-906470-68-3
- Материалы и исследования по рязанскому краеведению. Сборник научных работ. Том 45. Рязань 2016. — ISBN 978-5-00-050060-6

Нижние чины Рязанской губернии, уволенные в бессрочный отпуск (резерв и запас армии) в царствование Император Николая I (1834—1855 годы). сс. 15-19.
Послужные списки рекрутов Рязанского уезда 3-й четверти XIX века (по материалам Государственного архива Рязанской области). сс. 19-45.
- Материалы по истории Ряжского уезда в пореформенное время (1861—1917 гг.) // Материалы и исследования по рязанскому краеведению. Сборник научных работ. Том 47. Рязань 2016. — ISBN 978-5-00-050057-6
- Московский пехотный полк в истории Рязанского края (2-я четверть XIX века) // Российский научный журнал. № 1 (50). 2016. сс. 12-40.
- Комплектование армии нижними чинами при императоре Николае I. М., Старая Басманная, 2016. ISBN 978-5-906470-71-3. 308 с.
- Распределение на военную службу рекрутов из Рязанской губернии в первые годы правления Императора Александра II (1862—1866 годы) // Материалы и исследования по рязанскому краеведению. Сборник научных работ. К 45-летию научной деятельности профессора Б. В. Горбунова. Том 51. Рязань 2016. — ISBN 978-5-00-050019-04. сс. 144—150.
- Материалы и исследования по рязанскому краеведению. Сборник научных работ. Том 54. Рязань 2017. — ISBN 978-5-00050-079-8

Комплектование Российского Флота нижними чинами в первые годы царствования Императора Александра II (1862-1866 годы). сс. 16-19.
Верификация возраста крестьян в XIX веке. сс. 97-103.
- Распределение новобранцев в войска при Императоре Александре II. М., Старая Басманная, 2017. ISBN 978-5-9500744-3-1, 547 с.
- Материалы и исследования по рязанскому краеведению. Том 56. Рязань, 2018.

Всеобщая воинская повинность в России (после 1874 года) для привилегированных сословий. сс. 44-51.
Уроженцы Рязанского края - награжденные боевыми медалями в период 1850-1881 годов (алфавитный список по населённым пунктам). сс. 51-86.
- Распределение новобранцев в войска в XVIII веке. М., Старая Басманная, 2018. ISBN 978-5-6040637-6-7, 310 с.
- Генеалогия нижних чинов XVIII – XIX веков. Проблемы и пути решения. М., 2019. – 168 с.: илл. ISBN 978-5-907169-05-0
- Взгляд на Русскую армию из Советской. Исторические параллели. М., Старая Басманная, 2020.
- Распределение новобранцев в войска (кон. XIX – нач. XX в.). М., Старая Басманная, 2020.  ISBN  978-5-907169-32-6
- Русская армия как зеркало национальных противоречий. М., Старая Басманная, 2020.  ISBN  978-5-907169-35-7
- Нижние чины Русской императорской армии. Рязанская губерния: Рязанский уезд (1839—1917). В 2 т. М., Старая Басманная, 2020. ISBN  978-5-907169-39-5
- Русская армия как она есть. Без прикрас. М., Старая Басманная, 2021.
- Русско-турецкая война 1877-1878 г.г. Анализ мобилизаций. М., Старая Басманная, 2021.
- Ещё немного про армию. М., Старая Басманная, 2022.
- Русская армия как зеркало национальных противоречий. "Теория рас". М., Старая Басманная, 2022.
- Рекрутчина. Были и небыли". М., Старая Басманная, 2023. ISBN  978-5-907169-92-0